# Helopeltis
Helopeltis is een geslacht van wantsen uit de familie van de Miridae (Blindwantsen). Het geslacht werd voor het eerst wetenschappelijk beschreven door Victor Antoine Signoret in 1858.

## Soorten
Het genus bevat de volgende soorten:

- Helopeltis alluaudi Reuter, 1905
- Helopeltis anacardii Miller, 1954
- Helopeltis antonii V. Signoret, 1858
- Helopeltis bakeri Poppius, 1915
- Helopeltis basilewskyi Schmitz, 1968
- Helopeltis bergevini Poppius, 1914
- Helopeltis bergrothi Reuter, 1892
- Helopeltis bradyi Waterhouse, 1886
- Helopeltis carayoni Schmitz, 1968
- Helopeltis cinchonae Mann, 1907
- Helopeltis clavifer (Walker, 1871)
- Helopeltis collaris Stal, 1871
- Helopeltis corbisieri Schmitz, 1968
- Helopeltis couturieri Schmitz, 1988
- Helopeltis cuneata Distant, 1903
- Helopeltis fasciaticollis Poppius, 1915
- Helopeltis gerini Carayon, 1949
- Helopeltis ghesquierei Schmitz, 1968
- Helopeltis hyalospilosus Schmitz, 1988
- Helopeltis insularis Kirkaldy, 1902
- Helopeltis labaumei Poppius, 1911
- Helopeltis lalandei Carayon, 1949
- Helopeltis lemosi Ghesquiere, 1922
- Helopeltis maynei Ghesquiere, 1922
- Helopeltis mayumbensis Ghesquiere, 1922
- Helopeltis melanescens Schmitz, 1988
- Helopeltis obscuratus Poppius, 1915
- Helopeltis orophila Ghesquiere, 1939
- Helopeltis pellucida Stal, 1871
- Helopeltis pernicialis Stonedahl et al. 2, 1995
- Helopeltis plebejus Poppius, 1911
- Helopeltis podagricus (A. Costa, 1864)
- Helopeltis poppiusi Schmitz, 1968
- Helopeltis pseudomaynei Schmitz, 1968
- Helopeltis rauwolfiae Ghesquiere, 1948
- Helopeltis schoutedeni Reuter, 1906
- Helopeltis seredensis Schmitz, 1968
- Helopeltis sulawesi Stonedahl, 1991
- Helopeltis sumatranus Roepke, 1916
- Helopeltis theivora Waterhouse, 1886
- Helopeltis villiersi Delattre, 1947
- Helopeltis waterhousei Kirkaldy, 1902
- Helopeltis westwoodii (White, 1842)